# 第10043号总统公告
第10043号总统公告（英語：Proclamation 10043）是美国总统唐纳德·特朗普于2020年5月29日签署的总统公告，旨在禁止与中国人民解放军有联系的中华人民共和国学生获得F签证或J签证。该公告至今仍然有效。
2021年8月25日，安東尼·布林肯签署文件，将公告第2(a)(vii)款“申请人进入美国符合美国利益”的判断权力委托给领事事务助理部长。

## 影响

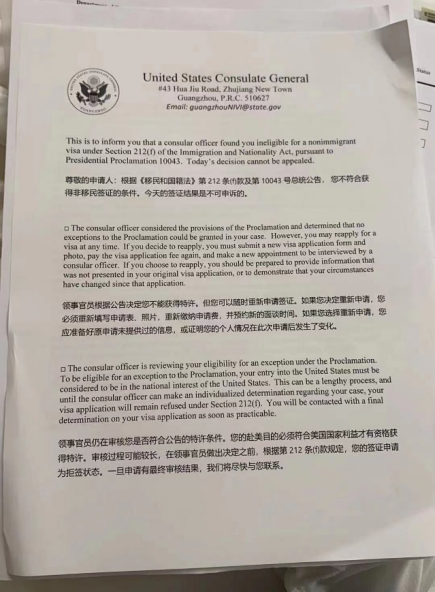
学生收到的拒签文件

路透社2020年9月报道称，已有上千名中国人的签证被撤销。2021年6月，在一份310名学生参与的拒签调查中，大部分被拒签的学生本科曾就读于北京航空航天大学、北京理工大学、哈尔滨工业大学、哈尔滨工程大学、西北工业大学、南京航空航天大学、南京理工大学和北京邮电大学等八所高校之一，或受国家留学基金委员会资助。
在《福布斯》报道的案例中，当事人自2018年以来一直在美国，但在2023年回国续签时仍被拒签。另有参与集体诉讼的志愿者收录了大量受该禁令影响的投稿。

## 回应
中华人民共和国教育部回应称，中方坚决反对美国政府出台限制中国留学人员的错误做法，坚决反对将正常的留学交流政治化和污名化。2021年7月6日，外交部发言人赵立坚回应称，中方对此表示严重关切，已向美方提出严正交涉。
有自稱被影響学生发起了集体诉讼，他们还开设了英文网站10043.org （页面存档备份，存于）向外界传播受第10043号公告影响的学生案例，呼吁维护学术自由。不过该案已被美国伊利诺伊中区联邦地区法院法官驳回。
2021年6月10日，美国大学协会、美国教育理事会及其他39个协会致信美国国务院官员，要求其对第10043号总统公告的实施范围进行说明。